# Kurarua angularis
Kurarua angularis är en skalbaggsart som beskrevs av Holzschuh 1991. Kurarua angularis ingår i släktet Kurarua och familjen långhorningar. Inga underarter finns listade i Catalogue of Life.